# Strada provinciale 88 della Val di Gresta
La strada provinciale 88 della Val di Gresta (SP 88) è una strada provinciale italiana della provincia autonoma di Trento. La strada percorre l'omonima valle e mette in comunicazione quest'ultima con la Valle di Loppio, il Passo Bordala ed il Lago di Cei, con una lunghezza complessiva di 21,185 chilometri.

## Percorso

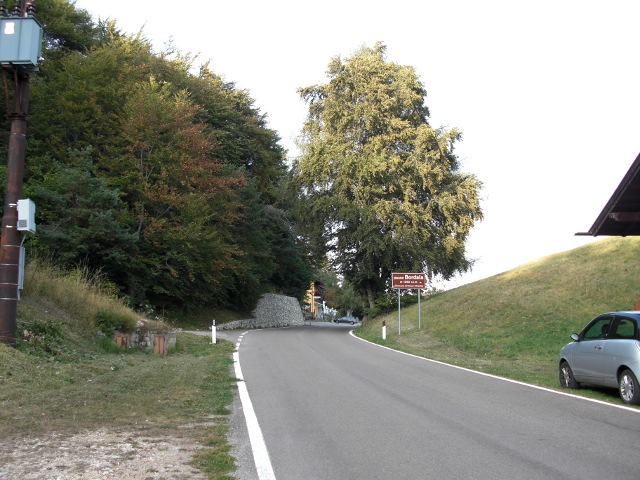
La SP 88 della Val di Gresta al valico del Passo Bordala

La strada inizia alla frazione di Loppio nel comune di Mori staccandosi dalla SS 240 di Loppio e Val di Ledro, per poi procedere in direzione nord verso le pendici del Monte Biaena dove fin da subito inizia la sua salita con molti tornanti.
Sul percorso vengono incontrare molteplici località come Valle San Felice (dove è presente un bivio per la SP 45 Isera - Valle San Felice), Pannone, Varano, Ronzo-Chienis (dove è presente un bivio per la SP 48 del Monte Velo), Prà del Lac e Passo Bordala dove è situato il valico. Superata quest'ultima località la strada inizia la sua discesa verso la Vallagarina e dopo pochi chilometri nei pressi della località Castellano del comune di Villa Lagarina la strada termina confluendosi con la SP 20 del Lago di Cei, dove in direzione nord è possibile proseguire per il Lago di Cei, mentre in direzione opposta la strada porta a valle passando per Villa Lagarina.

## Autobus
Sulla strada è previsto un servizio di trasporto pubblico extraurbano regolare da parte dell'azienda Trentino Trasporti composto dalla linea B310 Rovereto - Mori - San Felice - Nomesino - Ronzo Chienis.

## Pericolosità della strada
La strada è molto frequentata soprattutto da ciclisti e per questo motivo su questa strada la provincia di Trento ha deciso di installare dei cartelli speciali per avvisare gli automobilisti di "rispettare il ciclista" mantenendo quindi una distanza di sicurezza ragionevole ed evitare manovre pericolose.